# Berberis chimboensis
Berberis chimboensis är en berberisväxtart som beskrevs av Schneid.. Berberis chimboensis ingår i släktet berberisar, och familjen berberisväxter. Inga underarter finns listade i Catalogue of Life.